# اکتون (چشر)
اکتون، چشایر (به انگلیسی: Acton, Cheshire) یک روستا و محله مدنی در بریتانیا است که در چشر شرقی واقع شده‌است. اکتون ۴۰۴ نفر جمعیت دارد.